# Little Tarn
Der Little Tarn ist ein See im Lake District, Cumbria, England. Der Little Tarn liegt am Fuß der Uldale Fells westlich des Great Cockup.
Der See hat zwei kurze unbenannte Zuflüsse im Süden und sein unbenannter Abfluss im Norden fließt in den Over Water.